# Les Moires
Pour les articles homonymes, voir Moires (homonymie) et Atropos (homonymie).
Les Moires (en espagnol : Átropos — « Moires » — ou Las Parcas — « Les Parques ») est une huile réalisée par Francisco de Goya entre 1819 et 1823. C'est l'une des Peintures noires, des œuvres peintes à même les murs de la maison, appelée Quinta del Sordo, que Goya acquit en 1819.

## Contexte de l'œuvre
En 1819, Francisco de Goya acquiert la Quinta del Sordo, une maison dans la banlieue de Madrid dans laquelle le peintre vit ses dernières années en Espagne, avant de partir définitivement pour Bordeaux.
À partir de 1820, Goya est de plus en plus apprécié par ses contemporains, alors qu’il s’engage dans le style du « Sublime Terrible ». Le concept en fut développé par Edmund Burke dans A Philosophical Enquiry into the Ideas of the Beautiful and Sublime (1757), et se répandit dans toute l’Europe au cours de la seconde moitié du XVIIIe siècle. Du fait de la mentalité romantique, on estime alors, chez un artiste, l’originalité plus que tout autre talent, et des auteurs comme Felipe de Guevara signalent le goût des contemporains pour les productions des mélancoliques, dont le tempérament les porte à produire des œuvres pleines de « choses terribles et déjantées qu’on n’avait jamais imaginées. »

Hypothèse de la localisation originale des Peintures noires dans la Quinta del Sordo.

Il entreprend alors de peindre à même le mur plusieurs huiles, dans toute la maison. Les Moires est probablement située sur le mur gauche du premier étage (selon la porte d'entrée à cette salle), à côté de Duel au gourdin.
La peinture fait ainsi partie de ce que l'on appelle les Peintures noires : quatorze fresques peintes avec la technique de l’huile al secco (sur la surface de plâtre d’une paroi) qui furent transposées sur toile entre 1874 et 1878 par Salvador Martínez Cubells sur commande du baron Émile d'Erlanger. Ce banquier français, qui possédait cette propriété, avait l'intention de les vendre lors de l'Exposition universelle de 1878 de Paris ; mais il n'a pas trouvé preneur et les a finalement donné en 1881 au musée du Prado, qui les conserve et les expose toujours aujourd'hui.

## Description du tableau

### Représentation et interprétations
Francisco de Goya revisite avec cette peinture le thème mythologique des déesses du destin que sont les Parques, menées par Atropos, déesse de l'inexorabilité (« l'Implacable »), qui porte des ciseaux pour couper le fil ; Clotho, qui porte normalement une fileuse pour tisser le destin (que Goya substitue par une poupée ou un nouveau-né — probablement une allégorie de la vie) ; et Lachésis, « la Réparatrice », qui dans cette représentation regarde au travers d'une loupe ou d'un miroir et symbolise le temps : c'est elle qui mesurait la longueur du fil.
Ces trois figures féminines suspendues en l'air sont accompagnées d'une quatrième, qui semble masculine et fait face au spectateur, les mains dans le dos — probablement attachées.
Les Parques seraient ainsi en train de décider du destin de ce dernier personnage, dont les mains attachées l'empêchent de s'opposer au destin qu'elles décident pour lui.
Comme dans toutes les Peintures noires, la gamme chromatique est réduite, et dans celle-ci en particulier, elle se limite aux tons ocres et noirs. Tout cela renforce l'ambiance nocturne et irréelle de cette œuvre.
La peinture est représentative des caractéristiques que le XXe siècle a considéré comme précurseuses de l'expressionnisme pictural.

### Notes techniques

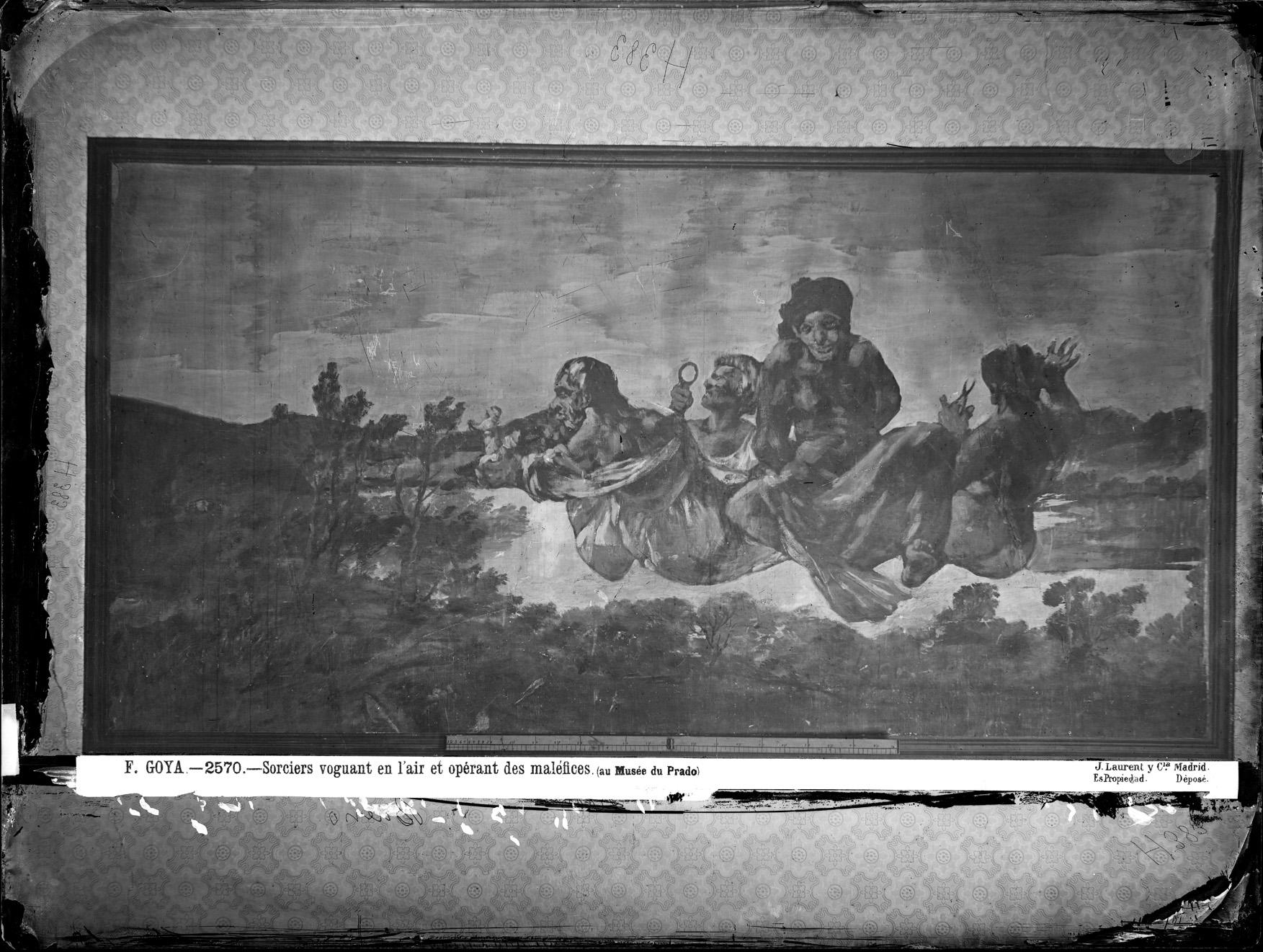
La peinture murale originale dans la Quinta del Sordo photographiée par Jean Laurent en 1874. L'inscription sous l'image a été ajoutée au négatif vers 1890 par les successeurs de J. Laurent ; le négatif original est conservé par l'Institut du patrimoine culturel d'Espagne, faisant partie du Fonds photographique Ruiz Vernacci.